# Фокин, Максим Владимирович
Максим Владимирович Фокин (27 июня 1982, Москва) — российский футболист, выступавший на позиции защитника и опорного полузащитника. Имеет также гражданство Казахстана. Сыграл 49 матчей в высшем дивизионе Казахстана.

## Биография
Воспитанник футбольной школы московского «Торпедо». Становился чемпионом Москвы и России среди юношей. С 2000 года в течение четырёх сезонов выступал за дубль автозаводцев и за это время сыграл 25 матчей во Втором дивизионе и 61 матч (9 голов) в первенстве дублёров. В 2003 году принял участие в трёх матчах Кубка Премьер-лиги в составе основной команды «Торпедо», дебютировал 1 апреля 2003 года в игре против московского «Динамо».
В 2004 году перешёл в казахстанский «Тобол» из Кустаная. Дебютный матч в чемпионате Казахстана сыграл 3 апреля 2004 года против «Жетысу», выйдя на замену на 90-й минуте вместо Максима Низовцева. Всего за сезон сыграл 29 матчей в чемпионате страны и стал со своей командой бронзовым призёром.
В 2005 году вернулся в Россию и выступал в первом дивизионе за «КАМАЗ» и воронежский «Факел», в 2005 году в составе сборной Первого дивизиона стал бронзовым призёром Кубка ПФЛ «Надежда». С 2007 года снова выступал в Казахстане — в 2007 году стал чемпионом страны в составе «Актобе» и принимал участие в матчах Кубка УЕФА, а в 2008 году сыграл два матча за «Кайрат».
В возрасте 26 лет завершил профессиональную карьеру. В дальнейшем выступал на любительском уровне за ступинскую «Оку». По состоянию на 2017 год играет в московской любительской лиге 8х8 за команду «Ультра-СЗ».
Окончил Московскую государственную академию физической культуры (2003). С 2008 года работал учителем физкультуры в московских школах № 160 и 138.

## Достижения
- Чемпион Казахстана: 2007
- Бронзовый призёр чемпионата Казахстана: 2004